# Lenny (álbum)
Lenny é o sexto álbum de estúdio do cantor Lenny Kravitz, lançado em 30 de Outubro de 2001.
O single principal, "Dig In", que atingiu a posição #31 na parada americana, foi o mais bem sucedido do álbum e ajudou o cantor a ganhar o quarto Grammy consecutivo  na categoria Melhor interpretação vocal masculina de rock.

## Faixas
1. "Battlefield of Love"
2. "If I Could Fall in Love"
3. "Yesterday Is Gone (My Dear Kay)"
4. "Stillness of Heart"
5. "Believe in Me"
6. "Pay to Play"
7. "A Million Miles Away"
8. "God Save Us All"
9. "Dig In"
10. "You Were in My Heart"
11. "Bank Robber Man"
12. "Let's Get High"

## Desempenho nas paradas
Álbum